# Warm Springs (Oregon)
Warm Springs è un census-designated place (CDP) ed un'area non incorporata nella Contea di Jefferson, in Oregon, Stati Uniti d'America. Si trova nella Riserva indiana di Warm Springs ed è nota anche come la Warm Springs Agency. La popolazione era di 2 431 abitanti secondo il censimento del 2000.

## Geografia fisica

### Territorio

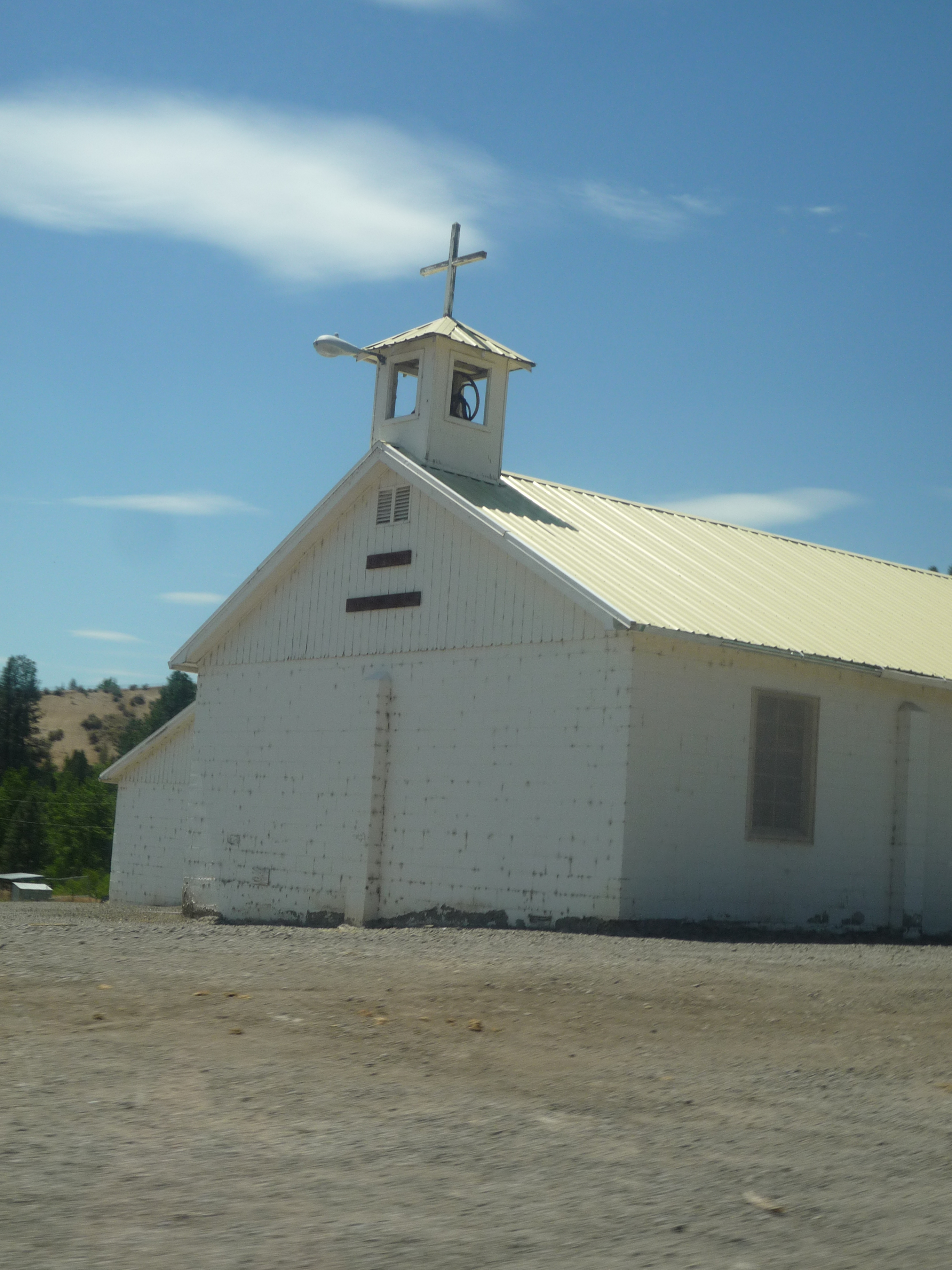
Una chiesa in Warm Springs

Warm Springs si trova a 44°45′36.6″N 121°16′05.64″W (44.760168, -121.268233). La comunità è situata a 469 m (1539 ft) s.l.m..
Secondo l'Ufficio del censimento degli Stati Uniti d'America, il CDP ha un'estensione totale di circa 110,6 km2 (42,7 miglia quadrate), di cui circa 110,1 km2 (42,5 miglia quadrate) è terra e 0,5 km2 (0,2 miglia quadrate) (lo 0.44%) è acqua.

### Clima
Questa regione sperimenta il caldo (ma non caldo insopportabile) ed estati secche, con temperature medie mensili che non superano i 22,0 °C (71,6 °F). Secondo il sistema della classificazione dei climi di Köppen, Warm Springs ha un clima mediterraneo dalle estati calde, abbreviato "Csb" sulle mappe climatiche.

## Evoluzione demografica
Secondo il censimento del 2000, nel CDP c'erano 2 431 persone, 603 households (gruppi di persone abitanti nella stessa casa, anche se non appartenenti necessariamente alla stessa famiglia, o anche persone singole abitanti in una casa) e 507 famiglie residenti. La densità di popolazione era di 22,1 persone per km2 (57,2 persone per miglio quadrato). C'erano 642 unità abitative con una densità media di 5,8 per km2 (15,1 per miglio quadrato). La composizione razziale del CDP era: 2,47% bianchi, 0,08% afroamericani, 93,46% nativi americani, 0,08% provenienti dalle Isole del Pacifico, 1,11% altre razze e 2,80% persone di sangue misto tra due o più razze. Ispanici o latini di una di queste razze erano il 6,50% della popolazione.
Delle 603 households, il 50,9% aveva bambini di età inferiore ai 18 anni al proprio interno, il 35,3% erano coppie sposate che vivevano insieme, il 34,2% aveva una donna senza un marito e il 15,9% erano non-famiglie. L'11,4% di tutte le households era composto da singoli e il 2,7% aveva una persona che viveva da sola e che aveva 65 anni o più. In media, una household comprendeva 4,02 persone, mentre una famiglia 4,19 persone.
Nel CDP, la popolazione era distribuita con il 41,1% sotto i 18 anni, il 10,7% dai 18 ai 24 anni, il 28,4% dai 25 ai 44 anni, il 15,4% dai 45 ai 64 anni e il 4,4% di età pari o superiore a 65 anni. L'età media era 24 anni. Per ogni 100 femmine, c'erano 104,8 maschi. Per ogni 100 femmine di 18 anni o più, c'erano 101,5 maschi.
Il reddito medio per una household nel CDP era $29886 e quello per una famiglia era $28300. I maschi avevano un reddito medio di $27083 contro $20897 per le femmine. Il reddito pro capite per il CDP era $8583. Circa il 28,2% delle famiglie e il 32,3% delle persone era sotto la soglia di povertà, il 37,9% delle quali minori di 18 anni e il 15,9% delle quali di età pari o superiore a 65 anni.

### Evoluzione demografica storica
La seguente tabella mostra l'evoluzione demografica nel CDP.
| Anno del censimento | Popolazione | Incremento percentuale |
| 1930                | 50          | ...                    |
| 1940                | 150         | +200,0%                |
| 1950                | 550         | +266,7%                |
| 1960                | 450         | -18,2%                 |
| 1970                | 550         | +22,2%                 |
| 1980                | 500         | -9,1%                  |
| 1990                | 2287        | +357,4%                |
| 2000                | 2431        | +6,3%                  |
| ------------------- | ----------- | ---------------------- |